# Xã Laona, Quận Roseau, Minnesota
Xã Laona (tiếng Anh: Laona Township) là một xã thuộc quận Roseau, tiểu bang Minnesota, Hoa Kỳ. Năm 2010, dân số của xã này là 543 người.